# Franz Joseph Emil Fischer
Franz Joseph Emil Fischer (Freiburg im Breisgau, 19 de março de 1877 – Munique, 1 de dezembro de 1947) foi um químico alemão.

## Carreira
Em 1925, ele e Hans Tropsch descobriram o Processo de Fischer-Tropsch. Isso permitiu a produção de hidrocarbonetos líquidos a partir de monóxido de carbono e hidrogênio com catalisador de metal em temperaturas de 150–300 °C (302–572 °F).
Em 1930, ele e Hans Schrader desenvolveram o ensaio Fischer, um teste de laboratório padronizado para determinar o rendimento do óleo de xisto betuminoso que se espera de uma extração convencional de óleo de xisto. Ele também trabalhou com Wilhelm Ostwald e Hermann Emil Fischer. Em 1913, ele se tornou o Diretor do Kaiser Wilhelm Institute para Pesquisa de Carvão em Mülheim.

Ele ingressou no NSDAP em 1933 e permaneceu no cargo até sua aposentadoria em 1943.